# Les Signes vitaux
Pour plus de détails, voir Fiche technique et Distribution.
Les Signes vitaux est le deuxième long métrage de Sophie Deraspe sorti en 2009.

## Synopsis
Après la mort de sa grand-mère, une jeune biologiste, Simone, entreprend de connaître le réel besoin des individus aux derniers moments de leur vie. Pour le savoir, elle s'inscrit comme bénévole dans un centre de soins palliatifs. Son ami Boris voit à travers son geste apparemment altruiste un désir d'obnubiler sa propre faiblesse.

## Fiche technique
- Titre original : Les Signes vitaux
- Titre anglais ou international : Vital Signs
- Réalisation : Sophie Deraspe
- Scénario : Sophie Deraspe
- Musique : Jean-François Laporte, Krista Muir
- Direction artistique : Antonin Sorel
- Décors : Reno Hébert
- Costumes : Patricia McNeil
- Coiffure : Philippe Athlan, Gaétan Landry, Stevens Heins
- Maquillage : Joan Patricia Parris
- Photographie : Sophie Deraspe
- Son : Frédéric Cloutier, Stéphane Bergeron, Robert Thivierge
- Montage : S. Madeleine Leblanc
- Production : Nicolas Fonseca, Sophie Deraspe
- Société de production :  Les Films Siamois
- Sociétés de distribution : Metropole Films
- Budget : 1,1 million de dollars[1]
- Pays d'origine :  Canada
- Langue originale : français
- Format : couleur, format d'image 1.85:1
- Genre : Drame psychologique
- Durée : 88 minutes
- Dates de sortie :
  - Canada : 10 octobre 2009  (Festival du nouveau cinéma de Montréal)[2]
  - Canada : 5 mars 2010  (sortie en salle au Québec)
  - Royaume-Uni : 20 juin 2010  (Festival international du film d'Édimbourg (EIFF))
  - Brésil : 31 octobre 2010  (Festival international du film de São Paulo (Mostra))
  - Royaume-Uni : 10 novembre 2010  (Festival international du film de Leeds (en) (LIFF))
  - Italie : 29 novembre 2010  (Festival du film de Turin (TFF))

## Distribution
- Marie-Hélène Bellavance : Simone Léger
- Francis Ducharme : Boris
- Suzanne St-Michel : Mme Mireault
- Marie Brassard : Céline Girandau
- Danielle Ouimet : Mme Perrin
- Paul De Strooper : M. Perrin
- Dominico Caputo : M. Cudici
- Alan Fawcett : McNeil
- Marc Marans : Dr Luc Richard
- Danielle Fichaud : la directrice
- Bernard Arène : le préposé chanteur
- Jasmine Dubé : la psychologue
- Anne Lapierre : Pénéloppe
- Mireille Arvisais : Chantal
- Brigitte Pogonat : Isabelle
- Jean Pierre Lefebvre : Me Bélanger
- Jean-François Laporte : jeune patient

## Réception critique
Les Signes vitaux, est lancé en compétition officielle au Festival du nouveau cinéma (Montréal). Il remporte le prix du Best New Canadian Film au Whistler Film Festival (Canada). Très remarquée dans son premier rôle au cinéma, Marie-Hélène Bellavance, son actrice principale, y est nommée Best Actress. 
Le film est sélectionné en compétition officielle du prestigieux Festival international du film de Rotterdam en février 2010.
Selon les premières critiques: "À voir absolument." (Guillaume Fournier, VOIR); "Unflinching, the beauty here is stripped naked and true. Superb acting and cinematography." (John Griffin, The Montreal Gazette). Le film fait la couverture de la revue critique Ciné-Bulles (hiver 2010).
Les Signes vitaux connaît par la suite une fructueuse carrière internationale en festivals où il remporte plus d'une dizaine de prix.

## Prix
- South by South West, Austin, Texas, USA, Sélection officielle, mars 2010.
- Internationales Frauenfilmfestival, Cologne, Allemagne, Compétition officielle, Gagnant Mention du jury, 2010.
- Off Camera, Cracovie, Pologne, compétition officielle, avril 2010.
- Polar Lights International Arctic Film Festival, Mourmansk, Russie, compétition officielle, Gagnant Prix Spécial du Jury et Meilleure actrice, 2010.
- Edinbourgh International Film Festival, Royaume-Uni, compétition officielle, 2010.
- Festival Internacional de Ciné de Santiago, Chili, compétition officielle, Gagnant Mention du jury, 2010.
- Festival Internacional de Cine de Monterrey, Mexique, compétition officielle, Gagnant Meilleur Film, Meilleure Réalisation et Meilleur Son, 2010.
- Mumbai International Film Festival, Inde, compétition officielle, Gagnant Meilleure actrice, 2010.
- Festival du film francophone de Tübingen-Stuttgart, Allemagne, compétition officielle, Gagnant Meilleur film, 2010.
- Festival du film francophone d'Angoulême, France, compétition officielle, Valois Magelis, 2010.

Les Signes vitaux a été classé quatrième meilleur film de l'année 2010 par la revue Ciné-Bulles.